# Bon Secours Mother and Baby Home

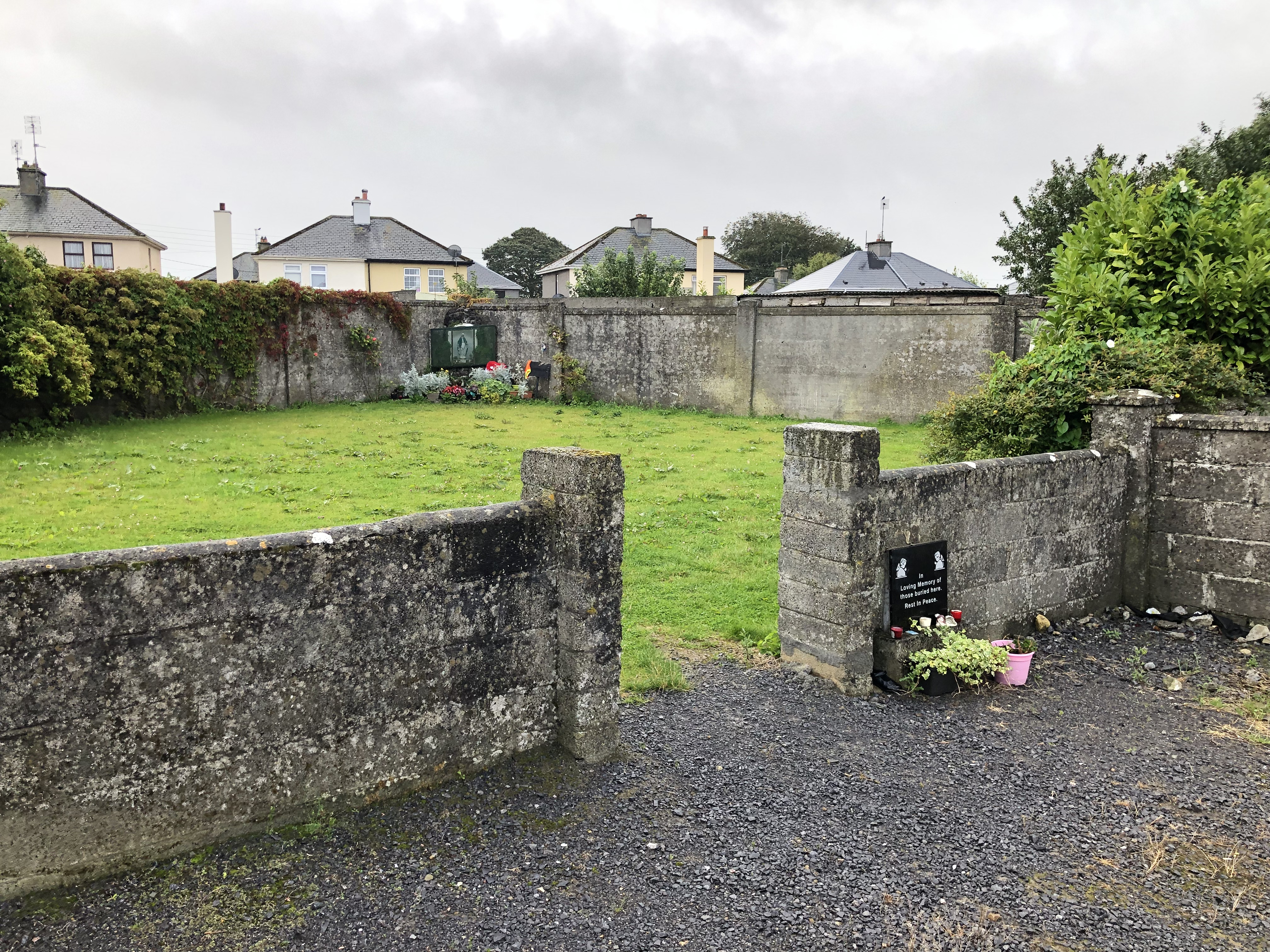
Miejsce masowego pochówku

Bon Secours Mother and Baby Home – dom samotnej matki w Tuam prowadzony przez Zgromadzenie Sióstr Bon Secours w latach 1925–1961.
Niezamężne kobiety z okolicy, które zaszły w ciążę, były wysyłane do instytucji przez rodziny, by tam urodzić dziecko. Działo się tak, ponieważ posiadanie dziecka bez ślubu było uznawane za rzecz wstydliwą. Dzieci były wychowywane przez zakonnice, niektóre były oddawane do adopcji, według niektórych zeznań bez zgody matek. Niektóre z kobiet, zwłaszcza te biedniejsze, były zmuszane do pracy dla zakonnic przez określony okres.
W 2012 roku irlandzki urząd Health Service Executive wyraził obawę, że około 1000 dzieci z tego domu prawdopodobnie padło ofiarami nielegalnych adopcji (bez zgody matek) przez pary głównie z USA. 
W tym samym roku miejscowa historyczka, Catherine Corless, opublikowała artykuł będący analizą znalezionych dokumentów, z których wynikał fakt bardzo wysokiej śmiertelności dzieci w tym Domu oraz braku określonego miejsca ich pochówku. Dane dotyczyły około 800 dzieci. 
Wykopaliska przeprowadzone od listopada 2016 r. do lutego 2017 r. na zlecenie rządowej komisji śledczej wykazały obecność dużej ilości szczątków ludzkich w wieku od 35 tygodnia życia płodowego do dwóch i do trzech lat w okolicznym szambie. Datowanie węglowe potwierdziło, że szczątki pochodzą z czasów eksploatacji domu przez Zgromadzenie Bon Secours.
W 2025 roku rozpoczęto wydobycie zbiorników z około 800 ciałami noworodków